# 锡格勒斯
锡格勒斯是奥地利布尔根兰州马特斯堡县的一个市镇。总面积10.17平方公里，总人口1148人，人口密度112.9人/平方公里（2001年）。